# يوجين كودرينغتون
يوجين كودرينغتون (بالإنجليزية: Eugene Codrington)‏ هو لاعب كاراتيه بريطاني، ولد في القرن العشرين في برمنغهام في المملكة المتحدة.

## وصلات خارجية
- يوجين كودرينغتون على موقع KarateRec.com (الإنجليزية)